# Microdon vulpicolor
Microdon vulpicolor är en tvåvingeart som beskrevs av Hull 1941. Microdon vulpicolor ingår i släktet myrblomflugor, och familjen blomflugor.
Artens utbredningsområde är Madagaskar. Inga underarter finns listade i Catalogue of Life.